# Thierry Brigaud
Pour les articles homonymes, voir Brigaud.
Thierry Brigaud est un médecin (spécialisé en médecine du travail) de nationalité française né le 12 juin 1963 à Charlieu. Président de Médecins du monde entre 2012 et 2015, il est principalement connu pour son rôle dans l'humanitaire. 

## Biographie
Le docteur Thierry Brigaud est médecin du travail au C.H.R.U. de Montpellier depuis juin 2011. En 1988 il s'engage avec Médecins du Monde à Lyon où il a fait ses études de médecine, puis en Colombie, au Guatemala, au Mexique et à Cuba. 
Il entre au conseil d'administration de Médecins du Monde en 2004 et devient vice-président de 2008 à 2010.
Le 2 juin 2012, il est élu président de l'association Médecins du Monde,.
Auparavant, il a été successivement Directeur d'un centre médical pour enfants des rues à Bogota pour Médecins du monde, Coordinateur médical pour Handicap International en Bosnie-Herzégovine et Coordinateur de programmes pour Médecins du monde au Mexique.